# Надтеречний район
Надтеречний район (чеч. Терк-Йистанан кІошт, рос. Надтеречный район) - адміністративна одиниця у складі Чеченської республіки Російської Федерації.
Розташований на північному заході Чечні. Район утворений 1926 року. Населення становить 60 256 осіб. Площа - 1105 км². У районі розташовані 13 сільських населених пунктів, які підпорядковані 12 сільським поселенням.

## Населення
Національний склад населення району за даними Всеросійського перепису населення 2010 року:
| Національність                  | Чисельність, осіб | Відсоток від всього населення, % |
| ------------------------------- | ----------------- | -------------------------------- |
| чеченці                         | 54 881            | 98,38 %                          |
| аварці                          | 281               | 0,50 %                           |
| росіяни                         | 110               | 0,20 %                           |
| кумики                          | 82                | 0,15 %                           |
| інші                            | 107               | 0,19 %                           |
| не вказали і без національності | 321               | 0,58 %                           |
| всього                          | 55 782            | 100,00 %                         |